# Ethniko Thalassiο Parkο Alοnnisou - Vοreion Spοradon, Anatοliki Skopelοs
Ethniko Thalassiο Parkο Alοnnisou - Vοreion Spοradon, Anatοliki Skopelοs este o arie protejată (arie specială de conservare — SAC, sit de importanță comunitară — SCI, arie de protecție specială avifaunistică — SPA) din Grecia întinsă pe o suprafață de 249.150,98 ha, integral pe uscat.

## Localizare
Centrul sitului Ethniko Thalassiο Parkο Alοnnisou - Vοreion Spοradon, Anatοliki Skopelοs este situat la coordonatele 39°15′24″N 24°03′14″E / 39.256661°N 24.053866°E.

## Înființare
Situl Ethniko Thalassiο Parkο Alοnnisou - Vοreion Spοradon, Anatοliki Skopelοs a fost declarat sit de importanță comunitară în august 1996 pentru a proteja 7 specii de animale. Situl a fost protejat și ca arie specială de conservare în martie 2011.

## Biodiversitate
Situată în ecoregiunile marină mediteraneană și mediteraneană, aria protejată conține 20 de habitate naturale: Bancuri de nisip acoperite în permanență slab de apă marină, Straturi cu Posidonia (Posidonion oceanicae), Lagune de coastă, Golfuri mici largi și golfuri puțin adânci, Recifuri, Faleze cu vegetație de Limonium spp. endemic de pe coastele mediteraneene, Pășuni mediteraneene udate de apa mării (Juncetalia maritimi), Dune mobile cu vegetație embrionară, Iazuri temporare mediteraneene, Matorral arborescenți cu Juniperus spp., Tufărișuri termo-mediteraneene și de pre-deșert, Sarcopoterium spinosum phryganas, Pseudostepă cu ierburi și specii anuale de Thero-Brachypodietea, Grohotișuri est-mediteraneene, Pante stâncoase calcaroase cu vegetație casmofită, Peșteri inaccesibile publicului, Peșteri marine scufundate complet sau parțial, Păduri de Olea și Ceratonia, Păduri de Quercus ilex și Quercus rotundifolia, Păduri de pin mediteraneene cu pini mezogeni endemici.
La baza desemnării sitului se află mai multe specii protejate:
- păsări (1): Phalacrocorax aristotelis desmarestii
- mamifere (2): capra sălbatică (Capra aegagrus), delfin mare (Tursiops truncatus)
- reptile (4): șarpele cu patru dungi (Elaphe quatuorlineata), Testudo graeca, Testudo marginata, elaphe situla (Zamenis situla)

Pe lângă speciile protejate, pe teritoriul sitului au mai fost identificate 21 de specii de plante, 73 de specii de păsări, 6 specii de mamifere, 5 specii de nevertebrate, 7 specii de reptile.